# ピューマ (路面電車車両)
ピューマ（Puma）は、ポーランドの鉄道車両メーカーであるH.ツェギェルスキ鉄道車両工場（H. Cegielski – Fabryka Pojazdów Szynowych、H. Cegielski – FPS）が試作した路面電車車両。車内の67 %の床上高さを下げた部分超低床電車で116Nという形式番号を有し、ポズナン市電で試験的に営業運転に用いられた。

## 概要
ポーランドにおける路面電車市場への本格的な参入を目的に、ポズナンのH.ツェギェルスキ鉄道車両工場が開発した車両。車両設計は同社に加えて鉄道車両研究所「タボール」、nカート（nCart）が合同で実施した。
右側通行に適した片運転台の3車体連接車で、鋼製の車体のうち前後車体の車端部は衝突時の安全性を考慮しクラッシャブルゾーンが設置されていた。台車は前後車体の端部に動力台車、中間車体に付随台車が設置されており、1次ばね（金属ばね）や2次ばね（コイルばね）により騒音や振動の抑制が図られていた。各動力台車には出力値95 kWの三相誘導電動機が2基ずつ設置され、VVVFインバータ制御方式を用いた制御装置（IGBT素子）による制御が行われた。これらを含めた電気機器はマイクロプロセッサによる監視システムによって状態が管理され、自動診断システムが異常を感知する構造となっていた。
車内は、動力台車が設置されている部分（床上高さ580 mm）を除いた車内全体の67 %が段差がない低床構造となっており、付随台車がある箇所には緩い傾斜が設けられていた。車内には布張りの座席が設けられ、前方車体には車椅子が設置可能なフリースペースが存在した。

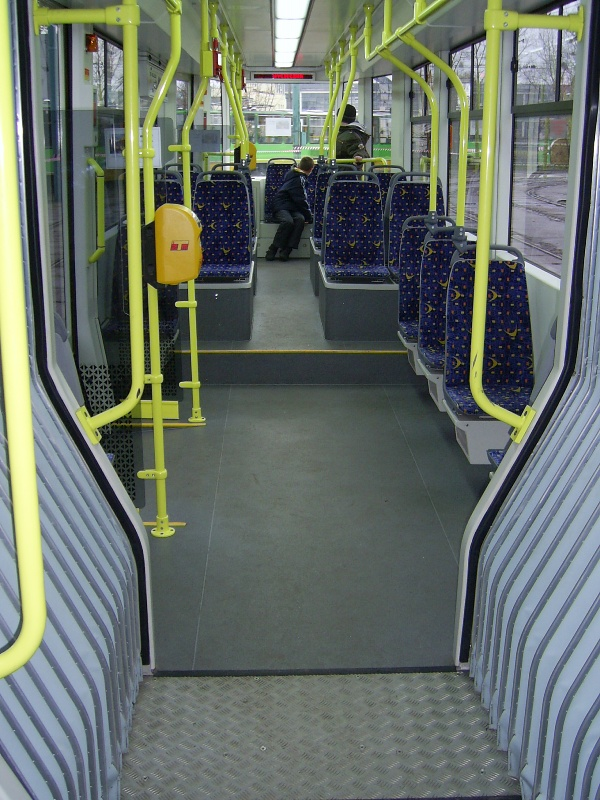
車内
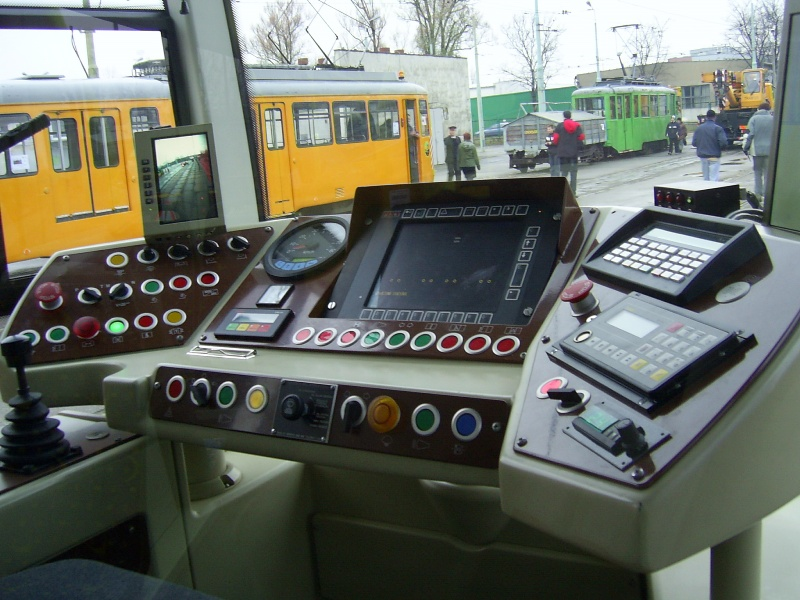
運転台

2007年に製造された後、同年10月から12月にかけてポズナン市電で試運転が実施された。製造段階では首都・ワルシャワのワルシャワ市電への受注獲得を目指しており、当初の塗装もワルシャワ市電を意識したものであったが、ワルシャワ市電への受注は実現せず、代わりにポズナンのポズナン市交通会社へのリースが行われる事になり、塗装を変更したうえで2008年1月からポズナン市電で使用された。その後、2011年まで営業運転に用いられたものの、信頼性の低さから正式な導入は行われず、故障が契機となってメーカーへと返却された。また、2007年から2008年にかけてイノトランスを始めとする博覧会や見本市での展示も実施されたが、発注を行う事業者は現れず量産される事はなかった。
2022年現在も「ピューマ」の試作車はH.ツェギェルスキ鉄道車両工場に現存しており、同社は売却先を模索している。

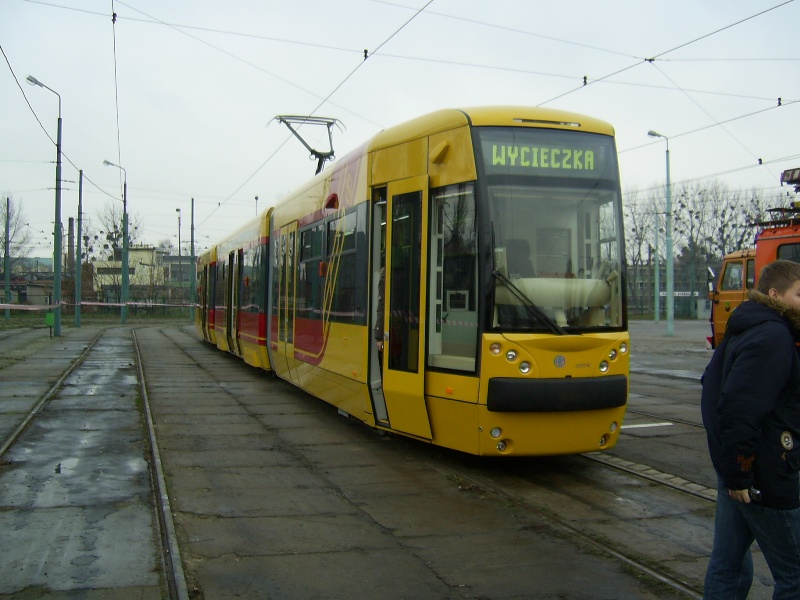
試運転時の「ピューマ」（2007年撮影）
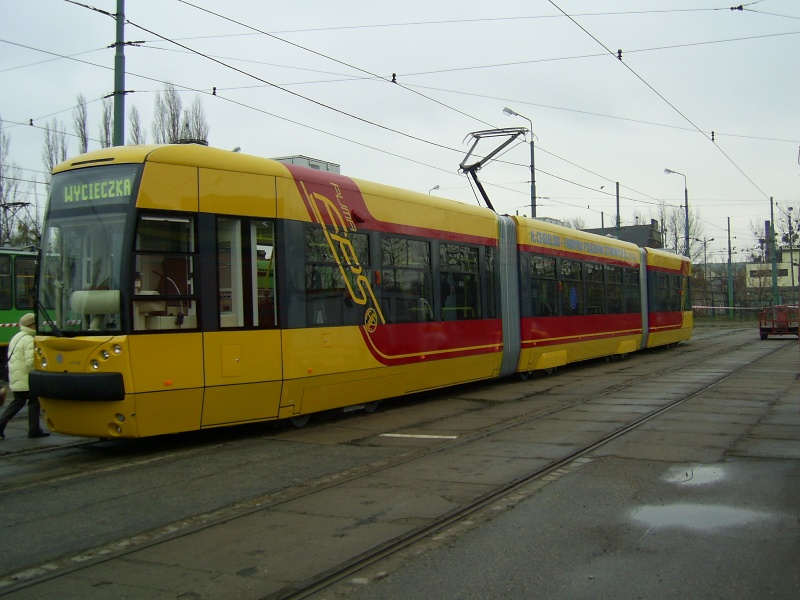
車体左側には乗降扉が存在しなかった（2007年撮影）
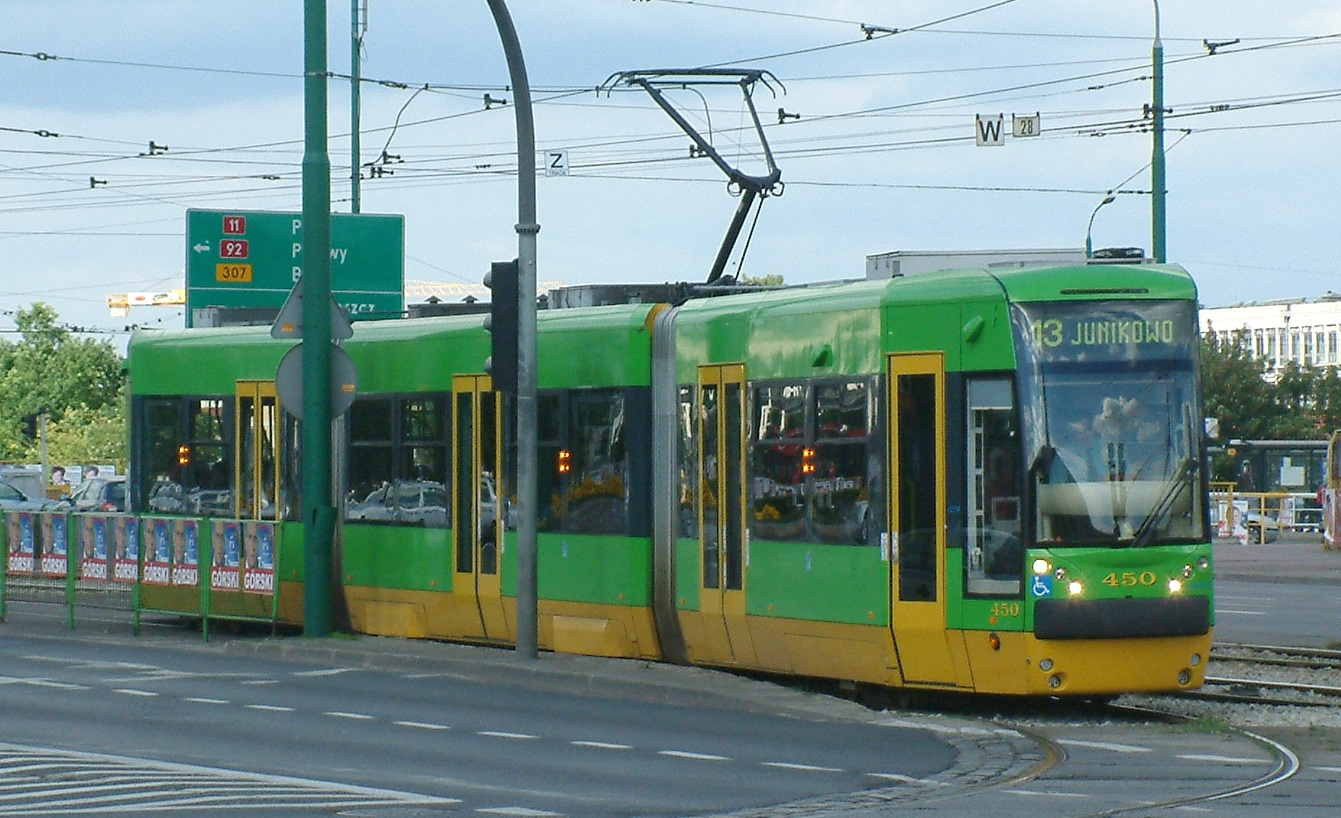
営業運転時の「ピューマ」（2009年撮影）

## 参考資料
- Marek Graff (2015/7-8). “Nowy tabor tramwajowy w Polsce” (PDF). TTS Technika Transportu Szynowego (Instytut Naukowo-Wydawniczy „SPATIUM” sp. z o.o):  46-63 2023年5月14日閲覧。.